# Azamgarh (huyện)
Huyện Azamgarh là một huyện thuộc bang Uttar Pradesh, Ấn Độ. Thủ phủ huyện Azamgarh đóng ở Azamgarh. Huyện Azamgarh có diện tích 4234 ki lô mét vuông. Đến thời điểm năm 2001, huyện Azamgarh có dân số 3950808 người.